# Tipula cahuilla
Tipula cahuilla là một loài ruồi trong họ Ruồi hạc (Tipulidae). Chúng phân bố ở vùng sinh thái Nearctic và Neotropic.